# Kenneth Arrow
Kenneth Arrow (23. august 1921 - 21. februar 2017) var en amerikansk økonom. Han modtog som kun 51-årig Nobelprisen i økonomi i 1972 sammen med John Hicks. Indtil 2019 hvor Esther Duflo modtog prisen, var Arrow den yngste modtager af denne Nobelpris.
Arrows vigtigste arbejde er hans bidrag til velfærdsteori og teorien om sociale valg, ikke mindst Arrows umulighedsteorem, og til generel ligevægtsteori. Han har også leveret vigtige bidrag til mange andre områder, bl.a. endogen vækstteori og informationsøkonomi.

## Baggrund
Kenneth Arrow blev født i New York af rumænske indvandrere. Han fik sin mastergrad i matematik fra Columbia University i 1941, men skiftede siden til økonomi og fik sin ph.d.-grad i økonomi sammesteds fra i 1951. I 1949 blev han adjunkt på Stanford University, hvor han var ansat indtil 1968, til sidst som professor. 1968-79 var han professor ved Harvard, hvorefter han vendte tilbage til Stanford, hvor han fra 1991 til sin død var professor emeritus.
Kenneth Arrow var bror til økonomen Anita Summers, onkel til den tidligere finansminister Lawrence Summers og svoger til Nobelprisvinderen Paul Samuelson.

## Betydning
Arrow udgav bogen "Social Choice and Individual Values" i 1951. I 1963 udgav han anden udgave og da blev værket omtalt som hans "berømte bog".
Arrows umulighedsteorem er et vigtigt resultat inden for teorien om sociale valg. Det handler om, at når vælgere kan vælge mellem mindst tre forskellige muligheder, findes der ikke noget valgsystem, som kan sikre en logisk afgørelse, der samtidig opfylder nogle bestemte rimelige kriterier.
Sammen med Gérard Debreu udarbejdede Arrow det første klare bevis for eksistensen af en markedsligevægt med fuldkommen konkurrence under visse restriktive antagelser. Debreu fik senere Nobelprisen i 1983. 
Inden for vækstteori kom Arrow allerede i 1962 med et vigtigt bidrag om, hvordan såkaldt "learning by doing" kan fremme produktiviteten og dermed den økonomiske vækst.
Arrows bidrag inden for informationsøkonomi har ikke mindst handlet om asymmetrisk information og de markedsfejl, det giver anledning til, blandt andet på sundhedsområdet.
Også inden for felter som miljøøkonomi har Arrow gjort sig gældende, bl.a. med en undersøgelse af den ægte opsparing i USA og andre lande.

### Medlem af Stiglitz-Sen-Fitoussi-kommissionen
I 2008-09 deltog Kenneth Arrow sammen med en række andre Nobelprismodtagere og andre prominente økonomer i "Kommissionen om måling af økonomisk vækst og sociale fremskridt", også kendt som Stiglitz-Sen-Fitoussi-kommissionen. Kommissionens opgave var at udvikle et grundlag for en bredere og mere præcis måling af livskvalitet end BNP. Kommissionens slutrapport har siden ført til udarbejdelsen af sådanne officielle livskvalitetsmålinger i bl.a. Storbritannien og Italien.